# Karakuri Circus
Karakuri Circus (からくりサーカス Karakuri Sākasu?) es una serie de manga escrita e ilustrada por Kazuhiro Fujita. Fue publicada en la revista Weekly Shōnen Sunday de Shōgakukan entre julio de 1997 y junio de 2006, siendo compilado en 43 volúmenes tankōbon. Una adaptación al anime producida por Studio VOLN fue emitida entre octubre de 2018 y junio de 2019 y no se publicarán más.

## Argumento
La historia se centra en Masaru Saiga, un joven que hereda una gran fortuna y aspira a convertirse en un titiritero, Narumi Katō, un experto en kung-fu que sufre del síndrome de zonapha (una extraña enfermedad que detiene su respiración a menos que haga reír a la gente), y Shirogane Saiga, una mujer de cabello plateado y la cuidadora de Masaru que controla el títere Arlequin. Deben luchar contra los autómatas luchadores (maniquíes automáticos) y salvar al mundo del síndrome de Zonapha.

## Personajes principales
Masaru Saiga (才賀勝 役 Saiga Masaru?)
 Seiyū: Chihiro Ueda
Un niño que es el hijo ilegítimo del CEO de la corporación Saiga y su amante. Su padre le dejó 18 mil millones de yenes como parte de un plan para usar a Masaru como cebo para desencadenar la destrucción del clan Kuroga que se enfrentó a los Saiga para construir sus títeres. Masaru ahora es el objetivo de los hermanos de su padre que contratan asesinos con títeres para secuestrar o matar al niño para obtener su dinero.
Narumi Katō (加藤 鳴海 Katō Narumi?)
 Seiyū: Rikiya Koyama
Un joven alto y fuerte que practica el arte marcial chino Xing Yi Quan pero sufre del síndrome de Zonapha. Este síndrome causa dificultad para respirar y la única cura es hacer reír a alguien, sin embargo, no es muy divertido. Decide proteger a Masaru después de encontrarse con el niño siendo atacado en la calle.
Shirogane Saiga (才賀 しろがね Saiga Shirogane?)
 Seiyū: Megumi Hayashibara
Ella vino a Japón para proteger a Masaru y pagar la deuda con el abuelo de Masaru por ayudar a su familia. Su verdadero nombre es Éléonore (エレオノール Ereonōru?), la hija de Shōji y Angelina Saiga, y fue criada como huérfana en Quiberon, Francia, donde le enseñaron cruelmente cómo manipular marionetas. Se convierte en la guardaespaldas/cuidadora de Masaru y controla a Arlequin, uno de los títeres más poderosos de la historia.

## Contenido de la obra

### Manga
El manga comenzó a serializarse en 1997, en el número 32 de la revista Weekly Shōnen Sunday, lanzado el 23 de julio de 1997. Terminó en 2006 en el número 26 de la misma revista, lanzado el 14 de junio de 2006. Abarca 425 capítulos, que fueron compilados en 43 volúmenes tankōbon, con el primer tomo lanzado el 10 de diciembre de 1997 y el último el 11 de agosto de 2006. El manga ha sido reimpreso y recopilado en múltiples ediciones; la edición «My first wide» (recopilada en 16 volúmenes, lanzada desde noviembre de 2008 a febrero de 2010), la edición wide-ban (recopilada en 23 volúmenes, publicada desde julio de 2011 hasta abril de 2013), la edición bunkoban (recopilada en 22 volúmenes, lanzada de mayo de 2017 a febrero de 2019), y la edición kanzenban (recopilada en 26 volúmenes, lanzada de septiembre de 2018 a septiembre de 2019).

### Anime
Una adaptación al anime de 36 episodios se emitió del 11 de octubre de 2018 al 27 de junio de 2019 en Tokyo MX y BS11. La serie fue animada por Studio VOLN y dirigida por Satoshi Nishimura, con guion de Toshiki Inoue y Kazuhiro Fujita, y el diseño de los personajes por Takahiro Yoshimatsu. Yuki Hayashi fue el encargado de componer la música de la serie y Twin Engine de la producción. Bump of Chicken interpretó el primer tema de apertura de la serie «Gekkō» y Lozareena interpretó el primer tema final «Marionette». El segundo opening es «Haguruma» interpretado por KANA-BOON y el segundo ending «Yūdachi» fue interpretado por Memai Siren. El tercer tema de apertura es «Over me» interpretado por Lozareena, mientras que el tercer tema final fue el opening anterior «Gekkō» de Bump of Chicken. La serie se transmitió simultáneamente en Amazon Video en todo el mundo. En febrero de 2021, Sentai Filmworks anunció que había obtenido la licencia de la serie para video doméstico y lanzamiento digital. Fue lanzado en Blu-ray el 18 de mayo de 2021.

## Recepción
El manga tenía más de 15 millones de copias impresas hasta 2018.